# 幻想水滸傳 (遊戲)
《幻想水滸傳》是日本科樂美開發並發行的角色扮演遊戲，為幻想水滸傳系列中第一部作品。
村山吉隆以中國古典長篇小說《水滸傳》為藍本，重新將36天罡和72地煞共108個好漢融入遊戲當中。故事講述主人公帶領義軍揭竿起義，反抗專制暴政的革命事跡。其龐大的世界觀，豐富的角色設定，動聽的配樂都令玩家留下深刻印象，促使續集的誕生，奠定了系列的基礎。
由於PS版獲得13.5萬本的熱賣佳績，科樂美隨後推出了世嘉土星版，此版本更加完善，修正了一些BUG以及不合理的設定，增加了比較精美的片頭CG，遊戲中出現一些新增系統和迷你遊戲，添加了新的分支情節，部分人物加入方法進行了調整等等。
2006年2月23日科樂美在PSP推出合集版。

## 劇情概要
赤月帝國的皇帝巴爾帕羅薩・盧古納，早年以賢明睿智見稱，受到人民擁戴。然而皇帝性情不知何故急變，開始疏懶朝政。宮廷充斥奸佞小人，貴族無視律令；地方貪官污吏橫行，巧取豪奪加倍剝削人民。君昏臣暗，民不聊生。各處出現佔山為王的山賊盜匪，短短數年國家治安大壞，而皇帝仍然無動於衷。官逼民反，民不得不反。有識之士深知非推翻皇帝，國家無法太平。
故事的主人公是帝國大將軍迪歐・麥克多的嫡子，周圍的人以及皇帝本人都對他抱以極大的期望。某日，宮廷魔法師溫蒂威逼他的好友泰德交出27之真理紋章的『噬魂之紋章』。泰德誓死反抗，又將紋章交托主人公保管。為了遵守承諾，主人公帶著紋章出逃，因而成為通緝犯流浪四方。
逃亡期間，主人公偶然來到叛亂組織『解放軍』的所在地，組織發起人告知他揭竿起義的原因。誰知義軍的發起人隨即遭到帝國軍暗殺。主人公臨危受命，成為義軍的新領袖。如此經歷無數生與死的考驗，在命運引導下一百單八位志士，聚集在多蘭湖的島城基地，誓要打倒專制腐敗的帝國。
由於對戰雙方陣營中各持有一半的門之紋章，後世將太陽曆457年的這一場戰爭，稱為『門之紋章戰爭』的故事。

## 世界觀
『幻想水滸傳系列』裡面，以下的地域·國家參照。
- 赤月帝國
- 瓊斯頓都市同盟
- 多蘭共和國

## 遊戲設定
關於本作品的基本設定，可參照『幻想水滸傳系列』詳細解說。

### 戰爭設定
本作的戰爭事項，共有「突擊」「弓」「魔術」選擇作戰的系統。各項攻擊指令互相制衡「突擊→弓→魔術→突擊…變成(左側對右側強)」，弱的一項的負傷者人數最多。
3名同伴組成一個隊伍，根據能力數值決定「突擊」「弓」「魔術」分類。除了前述的3個分類以外，另有「軍師」(提高突擊的威力)，「忍者」(探聽敵人的戰術)等存在。

## 登場人物
※聲音是廣播劇版的分配角色。

### 主要人物

#### 108星
主人公
天魁星
声 - 鈴村健一
赤月帝國大將軍迪歐・麥克多的嫡子，出生於上流階層，為人誠實兼有正義感，師從棍術大師“凱”。原本前程似錦，得到皇帝賞識。但為了保管好友泰德託付的『噬魂之紋章』，不惜得罪宮廷魔法師溫蒂，被逼出逃流浪四方。
期間結識『解放軍』的發起人奧德莎，並在她死後成為新領袖，繼續帶領義軍反抗帝國。革命成功後本應成為特蘭共和國的初代總統，卻選擇不辭而別，與僕人克雷米歐隱居在北方邊境的村落。
如果在續集『幻想水滸傳II』繼承本作存檔，主人公將以特別形式加入2代主人公的隊伍，回到首都格雷明斯達和戰友們重聚。另外主人公名字亦在小說、廣播劇是「提爾・麥克多/ティル・マクドール」，漫畫版則是「琉・麥克多/リューイ・マクドール」
由於麥克多家的僕人克雷米歐稱呼主人公「少爺/坊ちゃん」，Fans之間亦愛好這稱謂。
克雷米歐
天英星
声 - 子安武人
麥克多家的家僕，27歲，負責照顧主人公的起居飲食等等家務。臉上有顯眼的交叉傷疤，擅長用巨斧作戰，綽號夜叉。故事開頭便陪伴少爺出逃，一直鼓勵他振作。其後主僕齊齊加入『解放軍』，經常從旁協助。在索尼艾爾監獄為保護眾人而犧牲自己，玩家需要集齊108星才能使其復活。攻下格雷明斯達後與少爺悄然離去。
如果在續集『幻想水滸傳II』繼承本作存檔，克雷米歐亦會登場，不過不能加入2代主人公的隊伍。並在料理比賽中會出現格雷米歐的燉菜湯菜譜。
馬修・席維柏格
天機星
声 - 布施雅英
曾經擔任巴爾帕羅薩・盧古納的副軍師，參與赤月帝國皇位繼承戰爭。在卡雷卡虐殺事後辭去官職，過著在私塾教書的退隱生活。一度拒絕主人公的邀請，後來知道妹妹奧德莎的遺言後，將未來託付在主人公身上，出山加入『解放軍』，作為軍師輔助主人公，不少人因此慕名而來。其後在水上要塞夏撒拉扎戰役中，因為副會長桑切斯叛變突襲身受重傷。馬修憑著「打倒帝國，改變世間的機會只有現在」的堅定信念，不顧傷勢親身指揮進攻格雷明斯達戰役，在確認帝國滅亡後便溘然長逝。
馬修出身名門望族，家族成員包括叔父萊恩和堂兄弟喬治，除了妹妹奧德莎外，還有一名弟弟。弟子中較出名者有蘋果和周二人。由於瞭解卡雷卡虐殺背後真相，認為「不管任何理由殺人都是罪惡」，變得厭惡戰爭，因此和組織義軍的妹妹奧德莎不和。即使後來加入『解放軍』，這種矛盾的心情依舊存在。臨終之際，馬修詢問身旁的神醫柳康自己的行為到底是對是錯，但未等柳康回答便與世長辭。

#### 108星以外
巴爾帕羅薩・盧古納
声 - 銀河万丈
赤月帝國第17代君主，人稱「黄金皇帝」。原本是英明睿智的賢君，受到人民擁戴。但自從愛上溫蒂後變成暴君，普遍認為是受到溫蒂的紋章魔法操控。然而盧古納皇家代代持有的龍王劍，附宿著「27之真理紋章」之一的「霸王之紋章」，不會受到其他紋章的魔法影響，仍可保持自我。
在皇宮花園的最終戰後，皇帝說出真相，不只是因為溫蒂與逝世的皇后克劳迪娅樣貌相似，而是他希望用自己的愛來撫平溫蒂心中的創傷。誰知卻斷送了整個帝國。皇帝之後抱著懷中的溫蒂，在主人公眼前，雙雙從空中庭园跳下。又因沒發現屍體，就此生死不明。
溫蒂
声 - 住友優子
宮廷魔法師，因為與已故的皇后克勞迪婭相似而受皇帝巴爾帕羅薩愛戀，是名金色長髮美女。溫蒂用『表門之紋章』操控皇帝和將軍們，並不惜犧牲其他無辜的人希望得到『噬魂之紋章』，目的是為了向哈莫尼亞神聖國神官長希格撒克展開報復。希格撒克下令進攻溫蒂的故鄉，除了溫蒂和妹妹蕾克娜德逃出外，其他村民全部遭到殺害。溫蒂至此變得冷酷無情，執著於復仇，姐妹亦因此不和。
溫蒂在最終決戰侮辱戰敗的巴爾帕羅薩，企圖在主人公手上奪走『噬魂之紋章』，但遭到紋章自身發出拒絕。而巴爾帕羅薩告訴溫蒂自己因為『霸王之紋章』的關係並沒有受到她操縱，只是皇帝因為深愛她而假裝服從，希望減輕她內心的悲傷。聽到這個事實後，溫蒂選擇在巴爾帕羅薩的懷抱中，雙雙於皇宮高處跳下。
迪歐・麥克多
声 - 山川敦也
帝國五將軍之首，42歲，是名優秀的軍人，擁有極高的威望，人們都稱他「百戰百勝的狄奧・馬克多」。遊戲一開始，狄奧離開首都格雷明斯達，率兵駐守與瓊斯頓都市同盟有邊境磨擦的北方。後來前往鎮壓荒廢的六角村時，率領精銳的鐵甲騎兵擊退兒子領導的『解放軍』，誰知鐵甲騎兵敗於殺傷驚人的火焰槍。
狄奧戰敗，因為效忠皇帝不願投降。這是因為和巴魯巴巴羅薩皇太子時代建立長期友誼的關係，雖然為帝國的混亂感到擔憂,但仍然保持忠誠。他選擇與兒子進行一對一決鬥，最終不敵死去，臨終前為兒子的成長感到喜悅。
狄奧性格頑固，對自己和別人的要求非常嚴格，但他有寬容一面。例如死前叮囑副將艾倫和格倫不要像自己般意氣用事，而是拜託他們追隨兒子並活下去。
奧德莎・席維柏格
声 - 花村怜美
原帝國貴族，馬修的妹妹，『解放軍』的首任領袖。因為戀人阿喀琉斯被帝國軍殺害，發誓要向帝國報復。在『解放軍』中聲望極高，青雷弗利克便是愛慕她而加入。首次登場是與主人公會面，說出自己反抗帝國的原因。但由於桑切斯洩露秘密基地所在，帝國軍隨即攻入。為了擋下帝國士兵揮向小孩子的一刀而傷重不治。死前拜託主人公代理領導『解放軍』，並希望隱瞞自己死訊而要主人公把她的遺體放入河中飄走。
此後，兄長馬修加入『解放軍』，對外宣稱「奧德莎前往北方，主人公被委託代理領導『解放軍』」的假消息。直到潘弩•雅庫達城攻陷3個月後，馬修才公佈妹妹的死訊。悲傷的弗利克甚至將佩劍改成她的名字來表示紀念。
馬修隱居不出期間，奧德莎指責他「有力量而不使用是個膽小鬼」，馬修則反駁「無論任何理由也不想捲入戰爭」，兄妹從此不和。但奧德莎在逝世前曾向主人公表示想念兄長，而馬修得悉她遇難後亦感慨妹妹捨己為人不愧是席德維格家的好女兒。

## 評價
幻水之父-村山吉隆大學時代喜愛中國古典文學，尤其是四大名著之一《水滸傳》。因此他對於《水滸》中的情節、人物、背景都有深刻的研究。後來村山畢業後去了KONAMI公司任職，終於躍升為遊戲企劃。村山便將自己早年《水滸》遊戲化的臆想化為現實。1995年12月15日，《幻想水滸傳》在PS主機上面世。
故事以西方中世紀背景+中國《水滸傳》情節，講述貴族出身的主人公，為了拯救人民和國家，走上與皇權對立之路，建立一處類似梁山泊的根據地，聚集起108位好漢，展開一場推翻暴政的革命。村山設定的遊戲世界觀非常龐大和充滿奇幻色彩，形成世界的始祖「劍」和「盾」分別象徵破壞和守護，二者相互爭鬥，最後化為「27之真理紋章」，世界萬物就此誕生。
「27之真理紋章」繼承破壞和守護的特性，各自影響世間一切，甚至化為人與人之間的衝突，導致戰爭不斷。
《幻想水滸傳》是全系列中最忠實於原著《水滸傳》的。包括直接引用部份地名和角色設定。主人公和宋江一樣，被逼逃亡，流浪到義軍所在地，最後成為組織領袖。奧德莎對應晁蓋，首先建立義軍，卻不幸早逝將領袖一職交託主人公。占星士蕾克那朵明顯是九天玄女，為義軍帶來約束之石板用來記載星位和排名。

## 資料參考

### 日文維基
- 幻想水滸伝公式サイト （页面存档备份，存于）
- 幻想水滸伝I&II公式サイト （页面存档备份，存于）
- KONAMIケータイ 幻想水滸伝 （页面存档备份，存于）
- 幻想水滸伝-受け継がれし紋章-
- ドラマCD 幻想水滸伝 Vol.1 （页面存档备份，存于）
- ドラマCD 幻想水滸伝 Vol.2 （页面存档备份，存于）

### 其他網絡來源
- 小獅－回想~幻想水滸傳のMelody （页面存档备份，存于）